# Irélé Apo
Irélé Apo, né le 16 janvier 1987 à Paris, est un footballeur franco-béninois. 

## Biographie
Irélé Apo intègre en 2001 le centre de formation de l'AJ Auxerre avec qui il est champion de France U16. En sélection, avec l'équipe de France des moins de 17 ans, il remporte avec ses coéquipiers le championnat d'Europe des moins de 17 ans 2004. Les Français battent en finale, sur le score de deux buts à un, l'Espagne. Il ne parvient pas à percer au club auxerrois où il n'évolue qu'en équipe réserve et, en 2008 n'est pas conservé par le club. Il rejoint alors l'Évian Thonon Gaillard FC qui évolue en National.
Après deux saisons en Savoie, il prend la direction de l'Espagne où il rejoint le Terrassa FC, club de 3e division espagnole. Après seulement y avoir fait une saison entière, il revient en France en rejoignant le FC Nantes mais ne joue uniquement qu'avec l'équipe réserve. Il est libéré de son contrat en 2012 et rejoint l'US Carquefou évoluant en National. Une saison plus tard, il rejoint le club de CFA2 du FC Chauray mais à l'issue de la saison le club est rétrogradé en DH (6e division française).

## Palmarès
En 2004, il est champion d'Europe U17 avec l'équipe de France des moins de 17 ans en battant l'Espagne en finale deux buts à un.